# João Tomé da Silva (político)
João Tomé da Silva (Acaraú, 11 de fevereiro de 1815 — Sobral, 28 de maio de 1888) foi comerciante e político brasileiro.
Era filho de Tomé de Sousa e Silva (natural da Ilha de São Tomé) e de Joaquina Maria Pereira da Silva. Exerceu o ofício de ferreiro durante sua juventude. Mudando-se para Sobral, tornou-se comerciante, prosperou e iniciou carreira política, vindo a ser vereador presidente da Câmara Municial de Sobral de 1841 e 1842.
Casou-se, em 28 de novembro de 1837, com Maria da Penha da Frota (1821 - 1877), de quem teve os seguintes filhos:
1. José Tomé da Silva (1838 - 1839);
2. José Tomé da Silva (*1840), promotor e magistrado, pai de João Tomé de Saboia e Silva;
3. João Tomé da Silva 2.º (1842 - 1884), advogado, promotor e político;
4. Antônio Tomé da Silva (1844 - 1845);
5. Maria Joaquina Tomé da Silva (1846 - 1933), casada com o primo João Evangelista da Frota (1841 - 1935), pecuarista e industrial;
6. Antônio Tomé da Silva (1849 - 1899), tabelião público em Santa Catarina;
7. Jerônimo Tomé da Silva (1849 - 1924), sacerdote, teólogo e escritor;
8. Ana Tomé da Silva (1852 - 1853);
9. Joaquina Emília Tomé da Silva (1853 - 1886), casada com Domingos Deocleciano de Albuquerque (1845 - 1922);
10. Ana Tomé da Silva (1857 - 1861).

Em 1853, doou o sino grande da igreja matriz de Sobral. Foi nomeado coronel comandante inquisidor da Guarda Nacional de Sobral por carta-patente assinada pelo imperador e referendada por Martim Francisco Ribeiro de Andrada, chefe do gabinete liberal de 1866. Recebeu também a comenda da Imperial Ordem da Rosa por sua generosidade em alforriar escravos. O decreto de comendador da Ordem, da qual antes era apenas cavaleiro, foi assinado pela princesa Isabel do Brasil, em 23 de maio de 1871, com a chancela de João Alfredo Correia de Oliveira.
Com o falecimento de Maria da Penha, contraiu segundas núpcias com Isabel Joaquina de Miranda, filha do comendador Joaquim Inácio da Cunha Miranda, em 4 de maio de 1878, de quem também enviuvou. Faleceu aos 73 anos.